# Жослен де Роган
Жослен де Роган (фр. Joscelin de Rohan; не позднее 1195 — не ранее 1251) — виконт де Роган (в общую нумерацию не входит), предполагаемый родоначальник сеньоров де Монтобан.
Сын Алена III де Рогана (ум. 1195) и его второй жены Франсуазы (происхождение не выяснено).
Наследовал единокровному брату — Алену IV, умершему 27 октября 1205 года. Упоминается с титулом виконта в хартии, датированной 1213 годом: «Joscelinus vicecomes de Rohan».
Позже с титулом виконтов де Роган упоминаются сыновья Алена IV — племянники Жослена:
- Жоффруа I (ум. 15.09.1221) — упомянут в 1216 году;
- Оливье I (ум. 1225/28) — упомомянут в 1221, 1223 и 1225 году;
- Ален V (ум. 1242) — упомянут в 1228-м.

Начиная с 1242 года — в малолетство Алена VI (сына Алена V) — Жослен стал единоличным правителем виконтства Роган (вероятно — в качестве регента). В хартии 1249 года назван сеньором де Монфор и де Нуаяль: «Josselinus de Rohan dominus Montis-fortis et de Noyal». В хартии от 16 и 17 октября 1251 года признал, что после его смерти право собственности на сеньорию Нуаяль перейдёт Алену VI, который в этом документе назван виконтом: «Alanum vicecomitem de Rohan».
Жослен де Роган был женат на Матильде де Монфор, дочери и наследнице Гильома II (ум. 1229), сеньора де Монфор-сюр-Мо (Montfort-sur-Meu). Их потомки приняли имя сеньоров де Монтобан, сохранив при этом герб Роганов. По другим данным, основателем рода был Оливье I, упоминаемый в документах между 1163 и 1180 годами.